# Viktor Dvořák
Viktor Dvořák (* 7. října 1979 České Budějovice) je český divadelní, televizní a filmový herec a dabér. V roce 2019 získal Cenu Thálie za herecký výkon ve hře Andělé v Americe.

## Životopis
Absolvoval DAMU a poté působil v Moravském divadle Olomouc. V roce 2005 přešel do ostravského Divadla Petra Bezruče. Od roku 2009 je v angažmá v Městských divadlech pražských. V roce 2014 se televizním divákům představil v roli Kryštofa Lébla v historickém seriálu První republika.
V roce 2019 získal za ztvárnění role Louise Aronsona v představení Andělé v Americe Cenu Thálie pro nejlepšího činoherního herce. V roce 2020 ztvárnil Václava Havla v životopisném snímku Havel režiséra Slávka Horáka. Stejnou roli si zahrál již o rok dříve ve filmu Ireny Pavláskové Pražské orgie.

## Filmografie

### Film
| Rok  | Název                            | Role              |
| ---- | -------------------------------- | ----------------- |
| 2001 | Takový slušný člověk             | učeň              |
| 2002 | Bez – Vlasy (studentský film)    | dlouhovlasý bratr |
| 2009 | Zemský ráj to na pohled          | osvětlovač        |
| 2014 | Tři bratři                       |                   |
| 2015 | Virus (krátký film)              |                   |
| 2016 | Soukromé lekce (studentský film) |                   |
| 2019 | Pražské orgie                    | Václav Havel      |
| 2020 | Havel                            | Václav Havel      |

### Televize
| Rok       | Název                     | Role              | Poznámky                          |
| --------- | ------------------------- | ----------------- | --------------------------------- |
| 2004      | Redakce                   |                   |                                   |
| 2005      | Ordinace v růžové zahradě | pacient           |                                   |
| 2006      | Horákovi                  | moderátor         | díl: „Válka Procházkových“        |
| 2008      | Kriminálka Anděl          | kolega zavražděné | díl: „Staré vraždy“               |
| 2010      | Přešlapy                  |                   | díl: „Tohle nebude fungovat“      |
| 2013      | České století             |                   | díl: „Kulka pro Heydricha (1941)“ |
| 2014–2018 | První republika           | Kryštof Lébl      | jedna z hlavních rolí, 3 série    |
| 2016      | Ohnivý kuře               | filmař            | díl: „Kluci nejsou na prodej“     |
| 2016      | Drazí sousedé             | Jiří Birmbacher   | 12 dílů                           |
| 2018      | V.I.P. vraždy             |                   | díl: „Pro věčnou slávu“           |
| 2019      | Policie Modrava           |                   | díl: „Milenec z Churáňova“        |
| 2023–     | Sex O'Clock               | Davidův táta      |                                   |

## Divadelní role, výběr
- 2005 Irvine Welsh, Harry Gibson: Trainspotting, Mark, Divadlo Petra Bezruče, režie Tomáš Svoboda
- 2006 Petr Kolečko: Britney goes to heaven, Gabriel, Divadlo Petra Bezruče, režie Daniel Špinar
- 2007 Nenad Brixi, Miloš Macourek, Oldřich Lipský: Čtyři vraždy stačí, drahoušku, Georg Camel, Divadlo Petra Bezruče, režie Jan Mikulášek
- 2008 Vivian Nielsen, Lars von Trier: Prolomit vlny, Dr. Richardson (v alternaci s Norbertem Lichým), Divadlo Petra Bezruče, režie André Hübner-Ochodlo
- 2012 Květa Legátová, Věra Mašková: Želary, Slávek, Divadlo Divadlo Rokoko, režie Pavel Khek
- 2014 Edward Albee: Kdo se bojí Virginie Woolfové?, Nick, Divadlo Rokoko, režie Petr Svojtka
- 2017 Věra Mašková, Pavel Khek: Čapek, Václav Havel / Klaus Mann / Edvard Beneš, Divadlo Rokoko, režie Pavel Khek
- 2019 Nikolaj Vasiljevič Gogol: Revizor, Petr Ivanovič Dobčinskij (v alternaci s Kryštofem Krhovjákem), Divadlo ABC, režie David Drábek
- 2019 Tony Kushner: Andělé v Americe, Louis Aronson, Divadlo ABC, režie Michal Dočekal
- 2019 Arthur Miller: Smrt obchodního cestujícího, Biff, Divadlo ABC, režie Michal Dočekal
- 2021 Zdena Salivarová, adaptace Marie Nováková: Honzlová, režie Jakub Nvota